# Estil de vida
L'estil de vida, hàbit de vida o forma de vida, en epidemiologia, són el conjunt de comportaments o actituds que desenvolupen les persones, que unes vegades són saludables i unes altres són nocives per a la salut. En els països desenvolupats els estils de vida poc saludables són els quals causen la majoria de les malalties. Dintre del triangle epidemiològic causant de malaltia, estaria inclòs dintre del factor hoste.
Entre els estils de vida més importants que afecten a la salut es troben: 
- Consum de substàncies tòxiques: tabac, alcohol i altres drogues.
- Exercici físic.
- Son nocturn.
- Conducció de vehicles.
- Estrès.
- Dieta.
- Higiene personal.
- Manipulació dels aliments.
- Activitats d'oci o aficions.
- Relacions interpersonals.
- Comportament sexual.

En els països desenvolupats existeix la paradoxa que la majoria de les malalties són produïdes pels estils de vida de la seva població i no obstant això els recursos sanitaris es desvien cap al mateix sistema sanitari per a intentar guarir aquestes malalties, en lloc de destinar més recursos econòmics en la promoció de la salut i prevenció de les malalties.
En sociologia, un estil de vida és la manera que viu una persona (o un grup de persones). Això inclou la forma de les relacions personals, del consum, de l'hospitalitat i la forma de vestir. Una forma de vida típicament també reflecteix les actituds, els valors o la visió del món d'un individu.
Tenir una "forma de vida específica" implica una opció conscient o inconscient entre un sistema de comportaments i d'alguns altres sistemes de comportaments.
La primera vegada que va aparèixer el concepte de "estil de vida" fou el 1939 (les generacions anteriors no necessitaven aquest concepte perquè no era significatiu en ser les societats relativament homogènies). Alvin Toffler va predir una explosió dels estils de vida (denominats "subcultures") a causa de l'augment de la diversitat de les societats postindustrials. Jeremy Rifkin en la construcció de l'edat moderna del seu llibre "El somni europeu", descriu l'estil de vida i la vida quotidiana a Europa i Estats Units; en les èpoques històriques, en les actuals i en l'arribada de l'era global, després de l'individualisme i el comunitarisme.
Estil de vida (estils de vida que condueixen a la salut) [Lifestyle (Lifestyles conductive to health)]- L'OMS al seu Glosari de Promoció de la Salut ho defineix com:
L'estil de vida és una forma de vida que es basa en patrons de comportament identificables, determinats per la interacció entre les característiques personals individuals, les interaccions socials i les condicions de vida socioeconòmiques i ambientals. I afegeix: "Aquests models de comportament estan contínuament sotmesos a interpretació i a prova en diferents situacions socials, no sent, per tant, fixos, sinó que estan subjectes a canvi. Els estils de vida individuals, caracteritzats per patrons de comportament identificables, poden exercir un efecte profund en la salut d'un individu i en la d'altres. Si la salut ha de millorar-se permetent als individus canviar els seus estils de vida, l'acció ha d'anar dirigida no només a l'individu, sinó també a les condicions socials de vida que interactuen per produir i mantenir aquests patrons de comportament.
No obstant això, és important reconèixer que no hi ha un estil de vida "òptim" a què puguin adscriure totes les persones. La cultura, els ingressos, l'estructura familiar, l'edat, la capacitat física, l'entorn domèstic i laboral, faran més atractives, factibles i adequades determinades formes i condicions de vida."